# Surucuá-mascarado
O surucuá-mascarado (Trogon personatus) é uma espécie de ave da família dos trogonídeos (Trogonidae).

## Descrição
Essa espécie é um surucuá de médio porte que mede aproximadamente 27 cm de comprimento e pesa em torno de 56 g. Assim como todos os surucuás, apresenta dimorfismo sexual. O dorso, a cabeça e a parte superior do peito do macho são verdes-brilhantes, vermelho-bronzeados ou verde-dourados (dependendo da subespécie). O ventre e a parte inferior do peito são vermelhos, este último separado da parte superior do peito verde por uma estreita faixa branca. O macho tem um olho de cor distinta da do anel periocular, que é vermelho na maioria as subespécies, mas que tende a laranja na subespécie dos tepuis. A fêmea tem uma cor café por cima, com uma coloração entre o rosa e o vermelho no ventre e no peito; a faixa branca que separa a cor marrom e vermelha em sua parte inferior costuma ser muito estreita ou inexistente. As fêmeas de todas as subespécies apresentam um anel periocular parcial de coloração branca. A sua dieta é composta por frutas e insetos, assim como em todos os surucuás. Para a reprodução, é escavada uma cavidade na madeira macia de uma árvore de tronco vertical e em processo de composição para servir de ninho.

## Distribuição e hábitat
Ocorre na América do Sul, principalmentes nos Andes e nos tepuis. Seu hábitat natural são as florestas úmidas subtropicais ou tropicais e florestas antigas degradadas.

## Subespécies
São reconhecidas nove subespécies:
- Trogon personatus personatus (Gould, 1842) - ocorre na região subtropical montanhosa do Oeste da Venezuela, Leste da Colômbia e Leste do Peru;
- Trogon personatus sanctaemartae (Zimmer, 1948) - ocorre nas Montanhas Santa Marta no Nordeste da Colômbia;
- Trogon personatus ptaritepui (Zimmer & W. H. Phelps, 1946) - ocorre nos Tepuis do Sul da Venezuela;
- Trogon personatus assimilis (Gould, 1846) - ocorre na região subtropical do Oeste do Equador e Noroeste do Peru;
- Trogon personatus submontanus (Todd, 1943) - ocorre nos sopés da Cordilheira dos Andes do Sul do Peru e na Bolívia;
- Trogon personatus duidae (Chapman, 1929) - ocorre nos Tepuis do Sul da Venezuela, na região do Monte Duida;
- Trogon personatus roraimae (Chapman, 1929) - ocorre no Auyan-tepui e no Monte Roraima, na fronteira da Venezuela com a Guiana;
- Trogon personatus heliothrix (Tschudi, 1844) - ocorre nas florestas Montane do Peru;
- Trogon personatus temperatus (Chapman, 1923) - ocorre na Cordilheira dos Andes na região central da Colômbia, Equador e Peru.